# Upeneus mouthami
Upeneus mouthami är en fiskart som beskrevs av Randall och Kulbicki 2006. Upeneus mouthami ingår i släktet Upeneus och familjen mullefiskar. Inga underarter finns listade i Catalogue of Life.